# Silent All These Years
Silent All These Years è un brano della cantautrice e pianista statunitense Tori Amos, pubblicato come secondo singolo del suo album di debutto Little Earthquakes.

Il brano fu inizialmente pubblicato come b-side del primo singolo, Me and a Gun, ma poi si giunse alla decisione di rilasciarlo come singolo dopo che una radio inglese, Radio One, la nominò canzone della settimana.
È stato pubblicato come secondo singolo nel Regno Unito nel novembre 1991, nelle versioni 12" e CD maxi singolo con le b-side Upside Down, Me and a Gun e Thoughts e nella versione 7" con Me and a Gun. Il singolo venne ripubblicato nell'agosto 1992 come sesto e ultimo singolo, in due edizioni, una con la track listing originale e l'altra, in edizione limitata, con i brani Ode to the Banana King (part one), Song for Eric, e una versione live di Happy Phantom.
Negli Stati Uniti venne pubblicato come singolo nell'aprile 1992 con la b-side Upside Down. È stato pubblicato una seconda volta anche per il mercato americano, ma nel 1997 come singolo promozionale per l'associazione RAINN (Rape, Abuse & Incest National Network), e questa volta entrò nella classifica statunitense. È presente una versione live del brano, contenuta nella versione americana, registrata durante il "The Concert For RAINN". Il video del singolo ricevette quattro nomination ai MTV Video Music Awards del 1993.

## Composizione e testo
La canzone fu scritta dalla cantautrice in seguito al fallimento del progetto musicale Y Kant Tori Read, di cui aveva fatto parte negli anni ottanta. Durante quel periodo, la cantante fu costretta ad affrontare critiche aspre e attacchi ingiustificati nei confronti di quella che era solo una ragazza di venticinque anni già bollata dalla critica. In un'intervista a World Cafe del 18 maggio 1992, Amos ha dichiarato che la canzone parla di molte cose, e che la prima cosa che è venuta fuori fu l'accordo del pianoforte ispirato da una canzone per bambini intitolata Bumble Bee Song che l'aveva "torturata" durante l'infanzia. Affermò quindi che quello era il momento giusto per vendicarsi. In un'intervista a Rolling Stone la cantante ha dichiarato che tra le ispirazioni del testo c'è La sirenetta di Hans Christian Andersen e la passione di sua nipote per le fiabe:
"Dunque, ero con mia nipote Cody, che era una bambina al tempo, e lei è una parte importante di Silent All These Years, perché amava le fiabe e le storie, e condividemmo la storia de La sirenetta - Hans Christian Andersen e l'idea di lei che perde la voce - e vedere Cody reagire a questa giovane che abbandona la propria natura e la propria voce, tutto per qualcos'altro, mi ha fatto in quel momento capire che questo mi portò completamente nel posto dove dovevo andare per rivendicarla."
Nello stesso periodo la cantautrice stava componendo canzoni dedicate a Cher e Tina Turner, respinte dalle case discografiche delle cantanti, finché un giorno incontrò un uomo che le disse ʿTu non hai mai assaggiato buon vinoʾ. Quell'uomo, come la cantante ha affermato in un'intervista a VH1 Storytellers, era il musicista Al Stewart, il quale la portò in un ristorante e le fece assaggiare per la prima volta del buon vino. Dopo quel momento, Amos decise di voler dedicare una canzone a Stewart, che sarebbe poi diventata Silent All These Years. Stewart rifiutò la canzone, esortando la cantante a scrivere per se stessa e incidere le proprie canzoni. La cantautrice ha inoltre dichiarato che il testo del brano riflette un punto di vista femminile, quando nella maggior parte delle canzoni sono gli uomini a essere potenti e avere voce in capitolo, "le donne non hanno il ciclo, lo stupro non esiste e l'orgasmo è vaginale o finto". A E! l'artista ha affermato che il brano parla del rendersi conto, dolorosamente, di aver nascosto per troppo tempo dentro di sé una voce tenuta lontana da se stessi.
Il brano viene definito dalla stessa Amos come "un contrappunto, puro e semplice", grazie all'antitesi creata tra la storia narrata dal testo e la base musicale. Il testo è rivolto a un amante che ormai si sta perdendo, con l'intento di chiarire i propri bisogni e affermare la propria identità senza lasciarsi trascinare dalla delusione sentimentale.

## Video
Il videoclip del brano fu il primo girato dalla cantante per l'album e fu diretto da Cindy Palmano. Il video presenta un'estetica fortemente minimalista, con l'uso di set di scena interamente bianchi e l'attenzione a pochi oggetti e dettagli, come un pianoforte azzurro suonato dalla cantante. Amos nel video è chiusa in una scatola di legno che rotola su se stessa, mentre viene inseguita da una bambina. L'immagine di Amos chiusa nella scatola di legno fu utilizzata per la copertina dell'album Little Earthquakes, e da lì fu ripresa per il video. La cantante ha ammesso che girare la scena "non è stata la cosa più semplice" che ha fatto in vita sua. La cantautrice ha dichiarato che l'estetica del video e i dettagli usati, come i piccoli oggetti di metallo, rispecchiano la visione della regista Palmano, e che il video è una vera e propria collaborazione tra due persone:
"Cindy ha una mente scientifica. Pensiamo in maniera molto diversa, e penso che questo sia stato una parte del nostro matrimonio. Lei era intelletto e io emozione. [...] Non capivo sempre quello che stava facendo, ma non importava, perché... fai un accordo in un matrimonio creativo. [...] Ed entrambe avevamo bisogno di sentire la propria voce. Così non riguardava solo lei, o solo me. C'era spazio per entrambe. E la canzone parla proprio di questo".

## Classifiche
| Paese                       | Posizione massima |
| --------------------------- | ----------------- |
| Regno Unito                 | 26                |
| Billboard Alternative Songs | 27                |

## Tracce
US CD Promo Single (1991)
1. Silent All These Years – 4:11

US Cassette Promo Single (1991)
1. Lato A - Silent All These Years
2. Lato B - Upside Down

US Promo Single (1997)
1. Silent All These Years – 4:13
2. Silent All These Years (Live Version) – 5:28

UK/Germany CD Promo Single
1. Silent All These Years – 4:18
2. Upside Down – 4:23
3. Me and a Gun – 3:45
4. Thoughts – 2:46

UK 7" Single (1991)
1. Silent All These Years – 4:11
2. Me and a Gun – 3:42

UK 7" Single (1992)
1. Silent All These Years
2. Smell Like Teen Spirit

UK Maxi Single (1992)
1. Silent All These Years – 4:11
2. Ode To The Banana King (Part One) – 4:06
3. Song for Eric – 1:50
4. Happy Phantom (Live) – 3:33